# Callia gallegoi
Callia gallegoi là một loài bọ cánh cứng trong họ Cerambycidae.